# Tercera expedición auxiliadora al Alto Perú
Luego de custodiar el actual norte argentino durante un año, el Ejército Auxiliar del Perú recibió órdenes para una tercera campaña auxiliadora al Alto Perú. Los objetivos de ésta eran ocupar todo el territorio altoperuano, asegurándolo contra los realistas y así establecer la soberanía de las Provincias Unidas del Río de la Plata. También, si se podía, era importante avanzar sobre Lima para liberar la capital del virreinato del Perú.

## Sublevación de las tropas y preparativos
El 7 de mayo de 1814, día en que se concedió licencia por enfermedad a San Martin, el director Supremo, Gervasio Antonio de Posadas, envió un oficio a José Rondeau, que en ese momento estaba a cargo del ejército que sitiaba Montevideo, para que, sin perder tiempo, asumiese la jefatura que dejaba San Martín. 
En un documento que figura en el Archivo General, libro 74, de tomas de razón de despachos y títulos de 1814, consta:

Por cuanto el general en jefe de ejército auxiliar del Perú, don José de San Martín, continúa gravemente enfermo y por esta razón inhabil pera el desempeño de la alta confianza que [se] depositó en su persona por su celo, pericia militar […] Por tanto: y concurriendo las mismas en el benemérito brigadier don José Rondeau, de cuya actividad y conocimientos se espera un buen resultado de las operaciones de dicho ejército, he venido en nombrarle general en jefe de él, con el sueldo anual de tres mil pesos sobre otros tantos que goza como coronel del regimiento de dragones […]. Buenos Aires, 14 de junio de 1814. Gervasio Antonio de Posadas. (Biblioteca de Mayo, 1963, p. 14860 Vol.XVI parte 2)

 Luego de hacerse cargo del mismo, se puso a organizar la que sería la tercera campaña al Alto Perú. Contaba para ello, como refuerzo, tropas que habían participado en el sitio de Montevideo y prisioneros de los antiguos sitiados. Pero, sobre todo, un poderoso armamento capturado allí. La imposibilidad del Ejército Real del Perú de avanzar hacia Tucumán, el permanente hostigamiento de milicias y paisanos de Salta y Jujuy, la caída de Montevideo y la acción de los grupos insurgentes alto-peruanos hizo que Pezuela decidiera abandonar Salta, Jujuy y Tarija para defender las ciudades del Alto Perú, especialmente Potosí por los recursos que tenía. Trasladó su cuartel general a Santiago de Cotagaita actual Bolivia, destacando una división al mando de Ramírez para sofocar la rebelión en el Cusco dirigida por los hermanos Angulo. Otra consecuencia fue que:

Güemes alcanzó, como jefe de la Vanguardia del Ejército Auxiliar [del Perú], el prestigio suficiente para imponer su autoridad sobre las milicias locales [...] capitalizó así a su favor la recuperación de los territorios salto-jujeños al atribuirla de manera excluyente a la acción de las milicias locales. Sin embargo, su liderazgo habría de afianzarse en el enfrentamiento que sostuvo con José Rondeau, jefe del Ejército Auxiliar. (Mata de López, 2009, p. 290)

En diciembre de 1814, aprovechando la inactividad del enemigo, la vanguardia del ejército auxiliar, al mando de Güemes, avanzó hasta Humahuaca y estableció un batallón en Yavi. Pezuela reaccionó enviando, en enero de 1815, a Pedro Antonio Olañeta con los batallones de Cazadores y Partidarios, un escuadrón y dos piezas de artillería en busca de Güemes, pero este evacuó Yavi volviendo a Humahuaca. Al mismo tiempo dos escuadrones de Olañeta volvieron a ocupar Tarija. Un intento de sublevación de las tropas acantonadas en Jujuy y Humahuaca, formadas por soldados rendidos en Montevideo, fue abortado antes de que estallara.
Al momento en que las tropas se preparaban para iniciar la tercera campaña al Alto Perú, el general Carlos María de Alvear fue designado como reemplazante de Rondeau. Varios oficiales  se sublevaron y comunicaron a Rondeau que solo iban a acatar sus órdenes y lo instaron a iniciar la campaña. Rondeau, en rebeldía, ordenó el comienzo de las operaciones en enero de 1815. Alvear fue obligado a regresar antes de llegar a su destino. 
Rondeau reemplazó como jefe de vanguardia al coronel Martín Miguel de Güemes por Martín Rodríguez. 
Cuando el 3 de febrero de 1815, la vanguardia del Ejército Real del Perú supo que Rondeau  retrocedía desde Huacalera hacia San Salvador de Jujuy, el comandante Antonio Vigil avanzó desde Yavi y el 19 de febrero sorprendió en la Hacienda de Tejada a una vanguardia de 50 granaderos al mando de Rodríguez que descansaba sin tomar medidas de seguridad. En esta escaramuza, conocida como batalla de El Tejar (o Tejada) en la Puna, Martín Rodríguez fue tomado prisionero con toda su tropa y trasladado a Cotagaita. El 13 de marzo recobró su libertad en Yavi con una propuesta de paz de Pezuela, quien recibió la contestación de Rondeau el 3 de abril sin otro efecto que un canje de prisioneros.

## Avance sobre el Alto Perú
En 1814 José Rondeau había designado a Juan Antonio Álvarez de Arenales como "comandante general de las tropas del interior" esto con la finalidad de ganar tiempo y allanar el camino para el ejército de Rondeau. El 17 de abril de 1815 este avanzó con 500 hombres sobre Puesto del Marqués, ocupado por un escuadrón de Cazadores realistas, derrotando completamente el general Francisco Fernández de la Cruz a sus 300 ocupantes con la ayuda de Güemes (batalla de Puesto del Marqués), pudiendo escapar solo 40 soldados comandados por el coronel Vigil. Inmediatamente después Rondeau avanzó sobre Yavi, en donde se hallaba Olañeta, pero este evacuó el lugar. Pezuela llamó a una junta de guerra que le recomendó retroceder hasta Oruro, por lo que el ejército partió de Cotagaita el 24 de abril estableciendo su cuartel general en Challapata el 9 de mayo. Desde la Posta de Quirbe, Pezuela envió un destacamento para evacuar Potosí, trasladando las máquinas de la Casa de Moneda y los caudales públicos. El mismo día de la evacuación, 26 de abril, ingresó en la ciudad el caudillo Ignacio de Zárate (líder de la Republiqueta de Chayanta) junto con Pedro Betanzos (hijo de Miguel Betanzos, quien había muerto unos días antes) y 4000 indígenas de Porco, que la saquearon. La ciudad de Chuquisaca también fue abandonada, replegándose su guarnición, lo mismo que la de Chayanta, hacia Challapata. Manuel Ascensio Padilla (líder de la Republiqueta de La Laguna) ingresó inmediatamente en Chuquisaca, preparando el camino para el ingreso en la misma de Juan Antonio Álvarez de Arenales (quien como líder de la Republiqueta de Vallegrande era, al mismo tiempo, jefe de todas las guerrillas en su calidad de comandante) el 27 de abril.
Güemes, enemistado con Rondeau, abandonó las filas del ejército junto con sus gauchos y se retiró hacia Salta, llevándose consigo el parque del ejército que se encontraba en Jujuy. Apenas llegado a Salta, fue elegido gobernador de la provincia, en un acto que significaba una insubordinación contra el director del Estado, pues iniciaba la autonomía política de esa provincia.
El 1 de mayo el general Fernández de la Cruz entró en Potosí con 400 dragones y Martín Rodríguez se dirigió a Chuquisaca para reemplazar a Padilla, este era el comandante militar de la ciudad y había nombrado a Juan Antonio Fernández como gobernador, pero Rondeau los desplazó en favor del coronel Martín Rodríguez, retornando los guerrilleros a La Laguna. Rondeau llegó a Potosí el 9 de mayo. El día 13 Rondeau decretó la confiscación de los bienes de todos los que se hallaban en las filas enemigas. Rodríguez el 10 de agosto se hizo nombrar por el cabildo de Chuquisaca como director supremo de la provincia de La Plata, pero el 25 de agosto Rondeau lo destituyó retornando al cargo de gobernador a Fernández. 
Álvarez de Arenales recuperó Cochabamba a mediados de mayo, llegando a la ciudad con 350 infantes, 500 caballos y un grupo de indígenas, logró la evacuación de la ciudad que gobernaba el realista coronel Goiburo. Los evacuados se reunieron en Paria con una fuerza de 300 hombres enviada por Pezuela desde Challapata y permanecieron allí. Rondeau mantuvo su cuartel general en Potosí y luego movío el ejército a Localla dejando dos batallones en Potosí. Posteriormente desambarcó en Arica procedente de Chiloé el Batallón de Voluntarios de Castro para unirse al ejército de Pezuela, junto con 2 compañías de provenientes de Valdivia (una de cazadores con 32 artilleros y 4 piezas de artillería). Mientras, sometido el Cusco regresaba el general Ramírez con una división de 2000 hombres. El 23 de julio llegaron a Challapata los 470 chilotes del Batallón de Voluntarios de Castro al mando del coronel José Rodríguez Ballesteros. El 15 de octubre llegaron a Challapata 2 compañías del Regimiento de Talavera procedentes de Chile vía Arica, al mando de Rafael Maroto. El 26 de julio llegó también Ramírez. El 1 de septiembre, con el fin de proteger Oruro, Pezuela hizo trasladar a Venta y Media al batallón de Partidarios que estaba en Condocondo, al de Cazadores que estaba en Pequereque y al segundo regimiento que se hallaba en Challapata, luego trasladó el cuartel general a Sorasora.
El 20 de octubre de 1815 un grupo de reconocimiento del ejército auxiliar compuesto de 450 cazadores y 250 dragones encontró unas compañías al mando de Olañeta acampadas cerca de Venta y Media. Previamente, un grupo de 18 soldados chilotes desertó de ese lugar pasándose a las fuerzas de Rodríguez, lo que hizo creer a este que sería fácil derrotarlos, pues se hallaban allí en contra de su voluntad. Se preparó un ataque por sorpresa pero al fracasar resultó en una derrota en la que se conoce como batalla de Venta y Media. Martín Rodríguez cayó nuevamente prisionero. Simultáneamente el subdelegado de Sicasica derrotó a las fuerzas combinadas de Camargo y de Zárate, quienes intentaban insurreccionar el partido de Yungas.

## Derrota de Sipe-Sipe y retirada a Tucumán
El 1 de noviembre comenzó Pezuela a mover su ejército hacia el partido de Chayanta, retrasado por las inclemencias del clima. La primera y única gran batalla de la campaña se produjo el 29 de noviembre de 1815, cuando el ejército auxiliar, ubicado en la llanura de Sipe-Sipe rodeada de montañas, siendo la más importante el macizo de Viluma, a unos 20 km de Cochabamba, fue atacado por el general Pezuela produciéndose la batalla de Sipe-Sipe o de Viluma como la llamó Pezuela. Los 3500 hombres y las 9 piezas de artillería de Rondeau no pudieron con los 5100 y 23 piezas de artillería del enemigo teniendo más de 1000 bajas (500 muertos), mientras que las fuerzas de Pezuela solo tuvieron 32 muertos y 198 heridos. Fue la derrota más importante del Ejército Auxiliar del Perú luego de la batalla de Huaqui. Esta victoria se festejó en muchas ciudades con te-deums de agradecimiento, hecho notable, según Mitre, que no ocurría desde "la victoria de Felipe II en San Quintín contra los franceses". Pezuela recibió de Fernando VII el título de Marqués de Viluma. Al día siguiente Olañeta comenzó la persecución de Rondeau, quien tomó rumbo a Cinti y Tupiza hacia Humahuaca. El 2 de diciembre Pezuela partió hacia Cochabamba y el día 6 Ramírez lo hizo hacia Chuquisaca. El 16 de diciembre Olañeta (ascendido a brigadier) ingresó en Potosí, evacuada por sus 60 defensores. El 26 el mariscal de campo Miguel Tacón partió con el primer regimiento a ocupar el cargo de gobernador de Potosí. Pocos días después de entrar Pezuela en Cochabamba, destacó al coronel Aguilera hacia Vallegrande con el Batallón Fernando VII, para aumentar sus fuerzas y continuar hacia Santa Cruz de la Sierra. Álvarez de Arenales se replegó con sus guerrilleros hacia Jujuy, abandonado la Republiqueta de Vallegrande.

La derrota del Ejército Auxiliar del Perú en la batalla de Sipe-Sipe, en noviembre de 1815, marcó el cierre del tercer intento por controlar el espacio altoperuano por parte del gobierno de las Provincias Unidas Del Río de la Plata. (Lanteri, 2013, p. 27)

Al llegar a Humahuaca Rondeau se encontró con los refuerzos provenientes de Buenos Aires al mando de French y Bustos. A principios de enero de 1816, Rondeau logró reunir 1000 hombres en Tupiza para intentar frenar la persecución de Olañeta. Continuó luego hacia Suipacha dejando 250 hombres en Salo que fueron derrotados completamente por Olañeta unos días después, por lo que Rondeau se replegó hacia Jujuy mientras la vanguardia realista ocupaba Suipacha. 
Desde Buenos Aires le fueron remitidos 2000 hombres a Rondeau, quien con 1000 de ellos pudo sostenerse en Jujuy. El 12 de enero Pezuela abandonó Cochabamba con parte de su ejército, llegando a Potosí el 11 de febrero. Ramírez con sus fuerzas partió de Chuquisaca rumbo a Cotagaita. El 9 de febrero Padilla atacó Chuquisaca, pero fue rechazado por el general José Santos La Hera.
En enero de 1816, el teniente coronel Gregorio Aráoz de Lamadrid fue enviado hacia el norte para reunir a los dispersos de Sipe Sipe y reunirse con el caudillo José Vicente Camargo para hostigar el flanco realista. El brigadier Antonio María Álvarez fue enviado a combatirlos al frente de una compañía de caballería y del Regimiento N.º 1 del Cuzco, con un poco más de 600 hombres. El 31 de enero se produjo el combate de Culpina entre las tropas de Álvarez y las de Lamadrid que contaba con 120 hombres. Tras un combate indeciso Álvarez se replegó perseguido por Lamadrid y los guerrilleros de Camargo, quienes el 2 de febrero emboscaron y derrotaron a Álvarez en el combate de Utarango, obligándolo a replegarse con los sobrevivientes hacia Cinti y luego a Cotagaita, para terminar acantonado en Moraya y Mojos. Luego Lamadrid fue derrotado por Olañeta el 12 de febrero en el río San Juan, cuando se replegaba hacia Tarija, villa que fue tomada por Olañeta el 13 de abril. 
Rondeau recibió la orden de retirarse a Tucumán, el ejército, casi devastado, marchó durante nueve meses pasando por Potosí y Humahuaca hasta llegar a Tucumán.

## Conflictos con Güemes, fin de la campaña y desplazamiento de Rondeau
En su huida, el Ejército solo pudo rehacer sus filas en el límite norte de la actual Argentina. Desde allí se propuso vengar la afrenta de Güemes, a quien Rondeau había declarado traidor y desertor. Para empeorar las cosas, el director Supremo sustituto Ignacio Álvarez Thomas envió tropas de refuerzo, al mando de Domingo French y Juan Bautista Bustos, con orden de derrocar a Güemes y después incorporarse al ejército auxiliar. Güemes no los dejó pasar hasta haberse asegurado de que no lo atacarían.
En enero de 1816 ocupó la ciudad de Salta pero, tras algunas semanas de una guerra civil, finalmente se firmó un tratado entre el director del Estado y el gobernador de Salta. En este se le encargaba la defensa de la frontera norte del país al gobernador salteño. 
Para derrotar a los guerrilleros, Pezuela envió a los valles de Ayopaya al Batallón de Granaderos al mando del comandante Tadeo Lezama y envió al coronel Buenaventura Centeno con el batallón de Voluntarios de Castro, los restos del Primer Regimiento del Cuzco y un escuadrón de caballería en busca de Camargo. El 12 de marzo de 1816 se produjo la batalla de Cinti, tras la cual Camargo huyó hacia Culpina, pero el 27 de marzo volvió a ser derrotado en Aucapuñima y el 3 de abril fue nuevamente derrotado en Arpaya, donde fue tomado prisionero y decapitado. De esta forma desapareció la Republiqueta de Cinti.[cita requerida] Olañeta fue destacado hacia Tarija con los batallones partidarios y cazadores y un escuadrón de cazadores a caballo, entrando en esa villa el 5 de abril. Miguel Tacón fue destacado hacia Chuquisaca como presidente de Charcas, para contener a Padilla.
El 22 de mayo se produjo en Yavi un intercambio de prisioneros: el mayor general Martín Rodríguez a cambio de la esposa de Olañeta, el exgobernador de Cochabamba Goiburo y el arzobispo de Charcas Moxó.
A mediados de junio la vanguardia realista avanzó desde Yavi sobre Casabindo con el fin de desalojar al Marqués de Yavi que había reunido fuerzas en el lugar, pero ante el avance realista, el marqués se retiró con dispersión de parte de sus tropas y la vanguardia realista regresó a Yavi. En septiembre se produjo además un avance realista sobre Humahuaca.
El 7 de agosto de 1816 en Las Trancas, Rondeau fue desplazado de su cargo y reemplazado de nuevo por Manuel Belgrano. Martín Miguel de Güemes quedó como comandante de la frontera norte. 
Belgrano trasladó al ejército hasta "La Ciudadela" construida en 1814 por José de San Martín en la ciudad de Tucumán, lugar que se había transformado en una base de operaciones y refugio del Ejército Auxiliar del Perú ante cada derrota para poder reorganizarse. En ese lugar intentó la reconstrucción moral y material en busca de una nueva acción sobre el Alto Perú, combinada con las acciones de San Martín hacia el oeste.
Una real orden del 14 de octubre de 1815, recibida el 10 de abril de 1816, mandó que Pezuela asumiera el cargo de virrey del Perú y Ramírez el de presidente de Quito. El rey nombró al mariscal de campo Estanislao Sánchez Salvador como nuevo general en jefe del Ejército del Alto Perú, el cual debía partir de España en noviembre con un refuerzo de 2000 hombres. Poco después, el rey nombró al mariscal de campo José de la Serna en lugar de Sánchez Salvador. El 15 de abril Ramírez asumió provisoriamente el mando del ejército.
El 7 de septiembre de la Serna desembarcó en Arica y junto con el batallón de Gerona, procedente de España, avanzó hacia el Alto Perú.